# Върховен съд
Вижте пояснителната страница за други значения на Върховен съд.
Върховният съд в някои държави, провинции и щати, функционира като последна инстанция. Неговите решения не могат да бъдат оспорвани пред друг държавен орган.
В САЩ има федерален Върховен съд, както и отделни върховни съдилища в повечето щати. Някои държави, провинции и щати не използват термина върховен съд за техния най-главен съд, а в други използват термина за съдилища, които не са най-високопоставените.
Също така някои държави – като САЩ, имат върховен съд, който тълкува конституцията, докато други – като Австрия и България, имат отделен конституционен съд (първо създаден в Австрия с конституцията от 1920). В трети държави - като Финландия, конституционността на законите не може да бъде атакувана пред никакъв съд.

## Върховен административен съд
В някои държави – като Финландия, Полша и България, има отделен Върховен административен съд, чиито решения също са последни, но неговите правомощия са за произнасяне по законосъобразността на решения на правителството и не се припокриват с правомощията на върховния съд.

## България
Върховният съд за гражданските, наказателните, военните и търговските дела в България се нарича Върховен касационен съд.